# Elvis Gratton (court métrage)
Pour les articles homonymes, voir Elvis Gratton.

Elvis Gratton est le premier court métrage d'une série de films du même nom, coréalisé par Pierre Falardeau et Julien Poulin.

## Fiche technique
- Durée : 29 minutes
- Réalisateur, scénario, montage : Pierre Falardeau, Julien Poulin.
- Musique : Aaron King.

## Distribution
- Julien Poulin : Bob « Elvis » Gratton
- Denise Mercier : Linda Gratton
- Marie-Claude Dufour : L'auto-stoppeuse
- Pierre Falardeau : Le photographe
- Lionel Giroux « Little Beaver » : ?

## Prix
- Meilleur court métrage de fiction au Festival de Lille 1982 en France (Elvis Gratton, 1981)
- Prix Génie Award 1983 (Toronto)